# Piliki
Piliki – wieś w Polsce położona w województwie podlaskim, w powiecie bielskim, w gminie Bielsk Podlaski.
Wieś królewska w starostwie bielskim w ziemi bielskiej województwa podlaskiego w 1795 roku. 
Według Pierwszego Powszechnego Spisu Ludności z 1921 roku wieś Piliki liczyła 62 domy i 332 mieszkańców (189 kobiety i 143 mężczyzn). Większość mieszkańców miejscowości, w liczbie 219 osób, zadeklarowała wyznanie prawosławne, pozostali zgłosili wyznanie rzymskokatolickie (113 osób). Ponadto większość mieszkańców wsi, w liczbie 166 osób, podała narodowość białoruską, pozostali podali kolejno: narodowość polską (165 osób) oraz narodowość rosyjską (1 osoba). W okresie międzywojennym Piliki znajdowały się w gminie Łubin.
W lipcu 1941 roku w lesie w pobliżu wsi Niemcy rozstrzelali 50 mieszkańców Bielska Podlaskiego, w tym 16 dzieci, byłego burmistrza i 3 księży katolickich.
W latach 1954-1972 wieś była siedzibą gromady Piliki. W latach 1975–1998 miejscowość administracyjnie należała do województwa białostockiego.
W Pilikach urodził się Ryszard Tur, prezydent Białegostoku w latach 1998–2006.
Piliki znajdują się w obrębie parafii rzymskokatolickiej pod wezwaniem Miłosierdzia Bożego w Bielsku Podlaskim
W strukturach administracyjnych Kościoła prawosławnego wieś podlega parafii pw. Opieki Matki Bożej w Bielsku Podlaskim. Natomiast wierni kościoła rzymskokatolickiego należą do parafii Miłosierdzia Bożego w Bielsku Podlaskim.